# 聖克魯斯區 (聖克魯斯省)
6°37′33″S 78°56′42″W / 6.6259°S 78.9450°W
聖克魯斯區（西班牙語：Distrito de Santa Cruz），是秘魯的一個區，位於該國北部卡哈馬卡大區的聖克魯斯省，面積102.5平方公里，海拔高度2,035米，2005年人口9,627，人口密度每平方公里94人。